# 戰鬥妖精雪風
《戰鬥妖精雪風》（日语：戦闘妖精雪風）是由動畫公司GONZO DIGIMATION製作的OVA，以神林长平所著的科幻小说《戰鬥妖精·雪風》（日语：戦闘妖精・雪風）系列為基礎改編而成。其原著小說始於1979至1983年間早川書房旗下《S-F雜誌》斷續發表的一系列短篇作品，1984年這些短篇增補修訂后以《戰鬥妖精·雪風》（日语：戦闘妖精・雪風）為題出版。
1992年後該雜誌陸續刊出續篇，於1999年合併為《GOOD LUCK—戰鬥妖精·雪風》（日语：グッドラック―戦闘妖精・雪風）出版，之後作者對第一部小說稍作修改以符合後續發展，於2002年以《戰鬥妖精·雪風〈改〉》（日语：戦闘妖精・雪風〈改〉）為題再版。2006年後陸續發表的續篇於2009年以《UNBROKEN ARROW 戰鬥妖精·雪風》（日语：アンブロークンアロー 戦闘妖精・雪風）為題出版。
動畫改編版本曾在2006年的第五屆东京国际动画展中獲得原创动画（Original Video）部门最优秀作品奖。

## 故事簡介
故事主要讲述了在未知的菲雅利（FAIRY）行星上与未知的异星体迦姆（JAM）的战斗中，驾驶员深井零与座机雪风对神秘的敌人不断地探詢与自我認識的过程。
作品中出现了大量先进战斗机空战的场面，机械设定不但非常精美还有强烈的真实感。第一集的DVD中特别收录了动画制作小组为了做好这部作品在创作前去航空自卫队的小松基地取材，观察F-15的飞行。导演大仓雅彦和特技監督竹内敦志还真实地体验了一回战斗机跑道滑行与起飞，以及降落的感覺。以期更加真實地描繪出空戰的面貌。

## 登場人物
- 深井零 Rei Fukai（堺雅人配音）: 日本神奈川县出身。战术侦察机雪风的驾驶员，排他性人格，只对爱机雪风和唯一的友人波克少佐敞开心扉，对不感兴趣的问题一律用与我无关搪塞。对自己的座机有深厚的感情，相信雪风甚于自己的眼睛。
- 詹姆斯·波克 James Bukhar（中田譲治配音）： 英国人。零的上司和好友，曾经是飞行员，后任指挥工作，对零很关心。负责特殊战回旋镖战队，自己也爱做回旋镖。零称呼他时把他的姓和名缩略成jack（杰克）是个上有任性上司（莉迪亚·柯莉），下有任性飞行员（深井.零）和任性战斗机(雪风)的中层管理人员，曾作为雪风的副驾驶参加新引擎的测试。
- 雪风：拥有强大人工智能电脑的战斗侦察机，作为"战斗知性体的存在"，是F.A.F情报战的重要组成，也是F.A.F全局防御系统最后的王牌，代号为"B-3"。 有时会抢过驾驶员的控制权做一些人类无法完成的特技动作。第一集末被击坠，随即控制了在附近做测试的FRX-99无人战斗机击落敌机，将自身系统灌入新机体，弹射出驾驶员零，随后将旧机体击毁。
- 莉迪亚·柯莉（麻上洋子配音）：来自美国的FAF准将，担任SAF的副司令，指挥着这支由她一手培养起来的特殊部队，并巧妙的在军方的势力斗争中保存它。由于长期呆在军队，莉迪亚的冷酷无情和杰克形成了鲜明的对比，她也是支持无人机计划的高级官员之一。

- 伊迪斯·佛丝（山田美穗配音）：负责零的心理医生，也有飞行执照，曾作为雪风的副驾驶参加测试并遭遇战斗。经常用随身携带的程序作人的心理分析。后来也做战斗机的心理分析和敌人迦姆的分析，提出了零与雪风作为“复合生命体的存在”的概念。
- 琳·杰克逊（池田昌子配音）：作家和记者，著有描写迦姆的《入侵者》(The Invader)。对33年前迦姆的入侵记忆犹新。并对地球人将迦姆赶出后将其遗忘表示不满。
- 迦姆：不明的外星体，似乎还没有地球人与其有正面的接触。曾经被认为作战的对象是来自地球的机械而不是人类。可以创造出幻像，并试图复制人类。F.A.F.（菲亚利空军）被认为有被迦姆的复制人潜入的可能。

## 機體
- FFR-31MR Super Sylph：超級妖精·戰術戰鬥電子偵察機。裝備於系統軍團第270試驗中隊少量（具體數量不明），因白色為主的塗裝獲別稱“Snow White”；裝備於特殊戰迴旋標戰隊的共有13架（為滿足改裝維護以及作戰預備要求，最多同時配備過15架），編號從501-513，暱稱分別是吸血女妖、春燕、雪風、舞者、水精、頑皮女孩、彩虹、風向標、魔神、獅鷲獸、貓管家、縞瑪瑙、公爵。其中雪風編號為503。普通FFR-31MR使用的是FNX-5011 MkⅪ B/C型发动机，后對普通FFR-31MR進行高速升級改良，改善了空氣動力學設計，TARPS莢艙外形與感應面板形狀更加洗練，絕大部份換裝了带有冲压旁通的FNX-5011 MkⅪ D型发动机，型号亦变更为FFR-31MR/D。特殊戰記錄中的D型機僅有雪風一架（serial29-0113），但雪風並未換裝衝壓發動機，且是極個別未裝備衝壓發動機而完工的D型機之一。由於生產序列號並不連貫，其餘D型機數量僅可估計有5-7架，為FAF航空宇宙防衛軍團的防衛偵查航空團主力機型。
- FFR-31 Sylphid：重型制空戰鬥機。是FAF的主力制空戰鬥機，其外观与现役的美国F-22猛禽戰鬥機略為相似，不過增加了一對前翼，由於價格高昂，使引擎與電戰設備等規格略有差異，在本作的補完資料中曾提及該機的生產數量很有限，也導致人類方面在戰略上開始朝向無人機構想開發。值得一提的是，主角機FFR-31MR Super Sylph在原作中被設定為由於政治因素，在編號上「借用」了本型機編號，以相當於同型機改良型的名義獲得開發與生產預算。儘管有許多技術係取自本機，但實際上Super Sylph在任務用途與空氣動力構型上已有極大差異，已經是完全不同的機體，因此會出現兩款外型不同的機體卻擁有相似型號的狀況。
- FRX-99 "Rafe"： 菲亞利空軍系統軍團開發的無人戰機。其中一架後來被改裝成為新版B-503“雪風”的新機體，增設了驾驶荚舱等设施。另一架在第二话中为了掩护雪风采用自杀式攻击阻挡JAM而自己爆炸。另有三架由系统军团改装成Flip Knight“轻骑士”系统，用于最后炸毁通路。
- FRX-00 "Mave"： 雪風的新機體，為FRX-99加上駕駛艙的有人機型，並加裝迦姆感官干擾器（ジャムセンスジャマー）、改良型噴射引擎、心理分析軟件和特殊的武器系統，一樣編入005th SAF Boomerang Squadron 特殊戰迴旋標第五中隊，代號 B-3。雪風只聽從深井零的命令，而且會自行判斷行動，擁有控制其他電腦和無人機的能力，戰鬥時不接受其他外部命令。

全長：18M    全寬：14.52M    全高：6.28M
淨重：12,160Kg  最大離陸重量：37,495Kg   推力：Minimam  10,220Kg  Maximam  14930Kg
引擎：前期：FNX-5011-D[VC]，後期：FNX-5011-D-20 Super Phoenix Mark XI 搭載 Ramjet
最大速度：3.3馬赫  巡航速度：1.75馬赫  最高上升限度：高度24,800M
機體Maximam加速界限：9G
- FA-1 "Fand"：菲亞利空軍主力戰術戰鬥機，單引擎，是較早期的主力戰鬥機種，近年來（因性能與機體的老化而）逐漸轉用為第二線機體的支援角色，也可當對地攻擊機使用。
- FA-2 "Fand 2"：FA-1後繼型的新一代主力戰術戰鬥機，同樣是單引擎，但具有特殊的雙機身設計，因此價格仍居高不下，使得FA-1無法退役。本機也被用於空優任務，也可當對地攻擊機使用，後也被改裝為無人機試驗機。
- F/A-27C JP Navy Fighter：日本海軍新開發的艦載式戰鬥攻擊機，但在第四話中在迎擊進入北極圈空域的 迦姆（JAM）TypeII型時，由於性能居於劣勢，以及飛行員缺乏實戰對抗經驗而遭擊墜多架。
- Banshee： 報喪女妖 核動力空中航空母艦，包含未服役的共有四架，服役的四號機（AAC-4）在第三話因被迦姆侵入而失控，最後被短程彈道飛彈（SRBM）擊毀。另一架AAC-3在最后话运载FAF人员撤离菲雅丽回到地球。
- 迦姆（JAM）： 迦姆飛行器，表面有特殊的發光條紋。機動性極強，機翼可變形成飛翼狀或蝴蝶狀等，自殺式攻擊可突破神盾驅逐艦的火力網並將其擊毀，目前一切不明。隨著戰局發展有多種機形（Type）被投入，新型提昇了性能或戰術設備，如干擾無人機的電子干擾型。作战型号有两种：TypeI和TypeII，其中TypeII展现出了极为优异的机动性和攻击能力，区区三机就能突破航母战斗群的防空火力，造成对方重创。
- FRX-99 Rafe "Type Hammerhead"： 菲亞利空軍系統軍團開發的最新型無人戰機，由FRX-99改造而來的特殊戰改造機，一共生產三台，裝備雷射武器和核彈，由於在機首裝備了核彈而獲得Hammerhead的別稱。最後一話的大規模作戰中用於破壞菲亞利與地球間的超空間通路，使用C﹣31運輸機改造型作為母機（編號Carrier-1,2,3）；原本為Flip Knight System輕騎士系統所控制，因作戰中Carrier-1母機受到迦姆的擊毀，在自爆前的緊要關頭把控制權交由B-503雪風控制。

## 游戏
在OVA推出之后，BANDAI visual联合雪风的制作小组，推出了一款基于《战斗妖精雪风》的空战游戏。
在游戏当中，玩家可以选择Mission任务模式、Extra超级模式、VS单挑模式三种任务状态。
在任务模式当中，玩家将扮演《雪风》的主角深井 零，通过里面的16个任务，其中前15个驾驶的就是Super Sylph，最后一个驾驶的是Mave。
超级模式当中，玩家将单机对阵大量的JAM，以击落的JAM计分。
VS模式当中，玩家可以选择一架飞机与敌方飞机，然后两机在空中交战，可以选择有无支援。击落另一方的为胜。
该游戏在XBOX以及PC平台上推出。